# Rhabdodemania illgi
Rhabdodemania illgi är en rundmaskart som beskrevs av Christian Wieser 1959. Rhabdodemania illgi ingår i släktet Rhabdodemania och familjen Rhabdodemaniidae. Inga underarter finns listade i Catalogue of Life.